# Pierre Bonnard
Pierre Bonnard (Fontenay-aux-Roses, 3 ottobre 1867 – Le Cannet, 23 gennaio 1947) è stato un pittore francese.

## Biografia
Figlio di un funzionario ministeriale, dopo il diploma in legge decide di dedicarsi alla pittura: a Parigi, nel 1888 segue i corsi dell'Accademia Julian e della Scuola di Belle Arti. In questo periodo conosce artisti come Paul Sérusier, Maurice Denis, Paul Ranson, Édouard Vuillard e Ker-Xavier Roussel, con i quali forma il gruppo dei Nabis (dall'ebraico nabiim, che significa "profeti", "ispirati") e con i quali espone al Salon des Indépendants a partire dal 1891. Il gruppo degli artisti Nabis nasce ufficialmente nell'ottobre del 1888, quando Paul Sérusier mostra loro un piccolo olio, un paesaggio dipinto a Pont-Aven sul coperchio di una scatola di sigari (conservato oggi al Musée d'Orsay di Parigi), eseguito secondo i consigli di Paul Gauguin: viene considerato il “talismano” e diventa il simbolo del gruppo.

Ultimo autoritratto di Pierre Bonnard, 1945. Patrimonio dalla Bemberg Fondation di Tolosa.

Al pari degli altri artisti Nabis, Bonnard, che all'interno del gruppo conservò il titolo di Nabi japonard, trae costante ispirazione dalle scienze occulte e dalla magia: le ricerche esoteriche lo allontanano progressivamente dal realismo e dal naturalismo impressionista e lo avvicinano ad una pittura simbolista, destando l'ammirazione del poeta Guillaume Apollinaire. I suoi modelli stilistici sono le opere del periodo bretone di Paul Gauguin e le stampe giapponesi, da cui assimila il tentativo di deformare la realtà enfatizzando gli elementi suggestivi e carichi di significati simbolici; la sua reazione all'impressionismo si basa su una pittura più meditata ma con un uso più incisivo del colore.
Una volta terminato il servizio militare, riprende la sua attività parigina a Montmartre, in un atelier condiviso con Denis e Vuillard; espone per gli Indépendants, centrando il successo con il cartellone pubblicitario per France-Champagne ed eseguendo bozzetti di costumi e decorazioni. Negli ultimi anni del diciannovesimo secolo, Bonnard si dedica anche alle arti applicate: le scenografie teatrali, le litografie e le illustrazioni del periodo sono caratterizzate da figure con ritmi sinuosi che si rifanno ai modelli giapponesi, all'Art Nouveau e alla traduzione dei nuovi lirismi di Mallarmé e Verlaine; in questo periodo l'artista sviluppa uno stile essenzialmente decorativo, in cui le linee creano un complesso reticolo di arabeschi e di macchie dai colori vivaci. La visione prospettica viene abbandonata e le forme vengono portate tutte allo stesso livello, sulla superficie pittorica. Il suo stile suscita ammirazione e colpisce molto Henri de Toulouse-Lautrec, che vi trova motivi di ispirazione per i suoi manifesti.
Il linguaggio pittorico di Bonnard è totalmente diverso da quello delle avanguardie storiche rappresentate dai suoi coetanei Matisse e Kandinskij: sulla scia dei grandi esponenti dell'Impressionismo, Bonnard dichiara in uno scritto di voler proseguire e sviluppare la loro ricerca per «superarli nelle loro impressioni naturalistiche del colore».
Appartengono alla fine del secolo una maggiore attenzione alla manifestazione degli affetti intimi dei personaggi, come nella Madre e figlio, le visioni di squarci parigini impreziosite da presenze umane vitali, come nel Les grands boulevards, i ritratti femminili come l'Alexandre Natanson che rivelano una immediatezza e leggerezza di pennellata, una geniale intuizione per i soggetti scelti e una capacità di costruzione narrativa autonoma e personale. Dal 1900 in poi Bonnard continua a esporre con crescente successo e compie numerosi viaggi alla ricerca di nuovi soggetti. Nel 1926 compra una casa a Le Cannet, in Costa Azzurra, dove soggiornerà a più riprese. La luce e il fascino del Midi e la visione utopica del suo paesaggio come proiezione di un antico paradiso segnano per Bonnard una svolta stilistica significativa: la sua tavolozza si arricchisce di colori più intensi e vivaci, tra cui predominano il giallo del sole mediterraneo e il blu intenso che indica la vastità del mare aperto.
In questo periodo l'artista attraversa un nuovo ripensamento dell'Impressionismo: alla presa diretta della realtà si affianca un'atmosfera di malinconica lontananza. Si intensifica il suo interesse per le ambientazioni intimistiche, per le scene di toilette, per i nudi femminili assieme agli altri temi centrali della sua arte che continuano ad essere paesaggi, nature morte, ma che ora si fanno più gioiosi e al contempo strazianti. I suoi lavori si caratterizzano, in questo periodo, di preminenti rapporti di luce fra figure e oggetti, di colori estremamente variegati attorno al madreperla. Nella fase di fusione tra tracce di luminescenza impressionistica e temi elaborati e studiati emerge la chiave di lettura e di riuscita delle sue opere, ossia la simbiosi tra narrazione figurativa e ritmo vitale. Muore a Le Cannet, nelle Alpi Marittime, il 23 gennaio 1947, 3 mesi e 20 giorni dopo aver tagliato il traguardo dei 79 anni.
Bonnard si era rifugiato a Le Cannet in Costa Azzurra «a breve distanza da Matisse; e i due vegliardi, quasi prossimi agli ottant'anni, si incontrarono con maggior frequenza che non facessero a Parigi ai loro verdi anni. Matisse splendidamente alloggiato a Nizza o nella villa di Vence; Bonnard, sempre umilmente disadorno nella sua casetta più da pensionato statale che da grande pittore».

## L'Impressionismo
Il critico d'arte e storico Raymond Cognyat in un suo volume dedicato a Bonnard riporta le parole esatte dell'artista che chiarisce il proprio rapporto con l'Impressionismo nella fase iniziale del suo lavoro: «Ricordo molto bene che a quell'epoca non conoscevo affatto l'Impressionismo, e l'opera di Gauguin ci ha entusiasmati tutti per se stessa, non contro qualcosa. D'altronde quando un po' più tardi, abbiamo scoperto l'Impressionismo, fu un nuovo entusiasmo, una sensazione di scoperta e liberazione, perché Gauguin è un classico, quasi un tradizionalista, e l'Impressionismo ci ha portato la libertà».

## Attività artistica
Bonnard ha anche illustrato alcuni libri: La 628-E8 (1908) e Dingo (1924), di Octave Mirbeau, e Histoires Naturelles (1945), di Jules Renard.

## Le opere

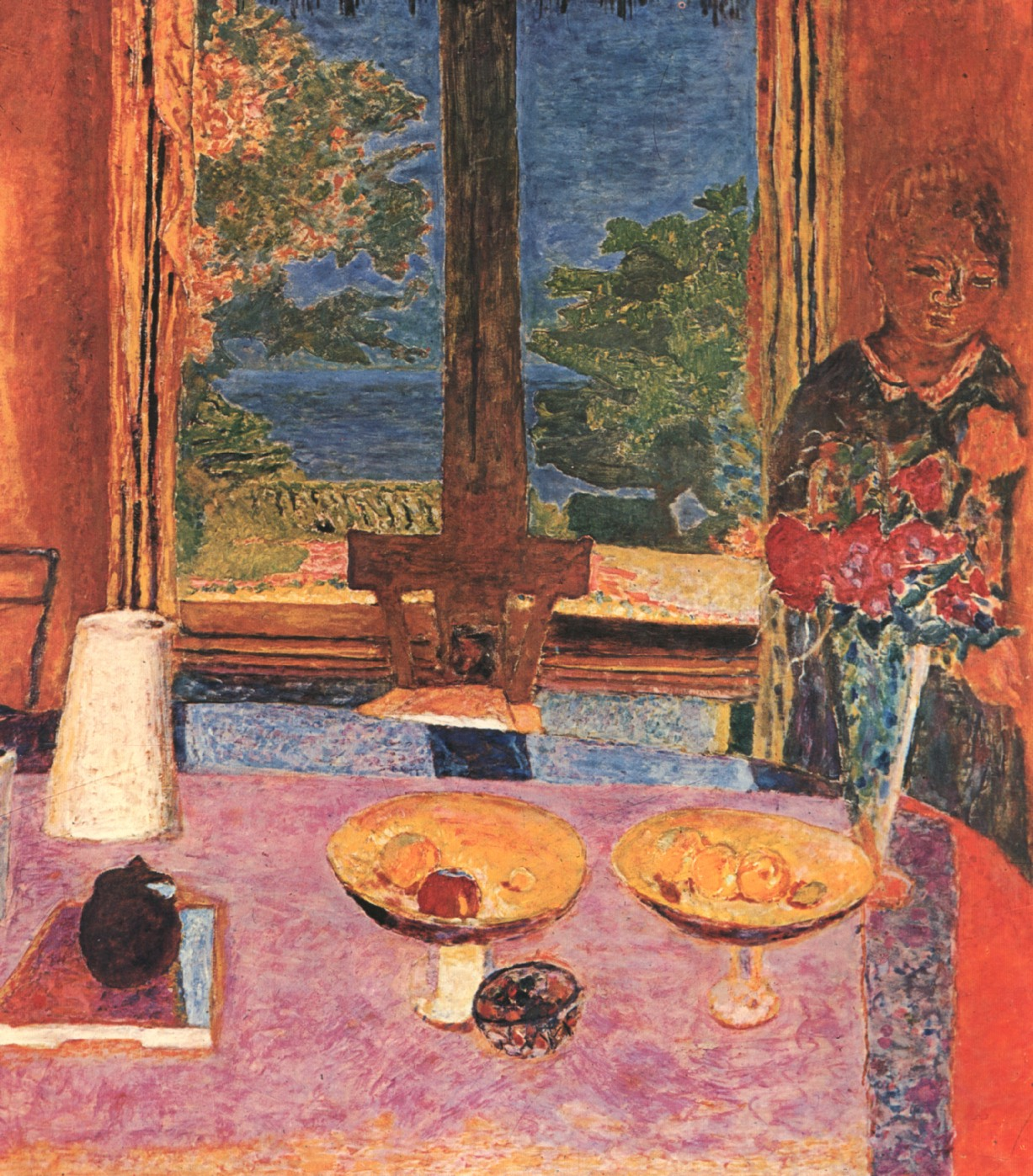
Sala da pranzo in campagna, 1913.

- Parigi, Rue de Parme nel giorno della festa per l’anniversario della presa della Bastiglia (1890)
- La camicia a scacchi (1892)
- Natura morta con prugne rosse (1892)
- I cappelli (1894)
- Il gatto bianco (1894)
- Due cani in una strada deserta (1894)
- La passante (1894)
- Strada di sera, sotto la pioggia (1895)
- Il cavallo da carrozza (1895)
- Passeggiata delle balie, fregio di carrozze (1895-1897 circa)
- Via Tholozé e il Mulino della Galette (1897)
- L'indolente (1899 circa)
- Lo studio dell'artista (1900)
- Tavola apparecchiata in giardino (1908)
- La tavola verde (1910)
- Il Mediterraneo (1911)
- Sala da pranzo in campagna (1913)
- Terrazza a Vernon (1920-1939)
- Donna con cane (1924)
- Bouquet di fiori (1926)
- Autoritratto (1930)
- Uscita dalla vasca (1931)
- Nudo al bagno con cagnolino (1941-1946)
- Scale nel giardino dell'artista (1942)

## Musei

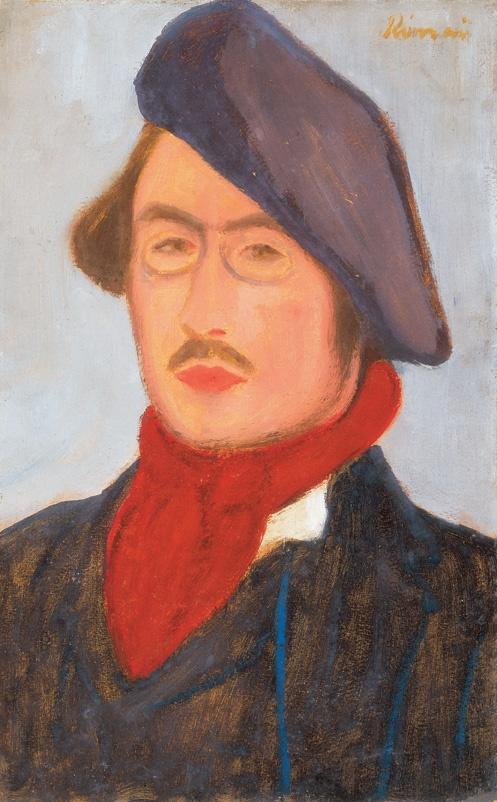
Pierre Bonnard
Ritratto di József Rippl-Rónai

Elenco che dei musei che espongono opere dell'artista:
- Carnegie Museum of Art di Pittsburgh
- Collezione Bührle di Zurigo
- Institute of Arts di Minneapolis
- Metropolitan Museum of Art di New York
- Musée des Beaux-Arts de Nizza
- Musée Bonnard, Le Cannet
- Musée d'Orsay di Parigi
- Musée national d'art moderne, Parigi
- Musée Toulouse-Lautrec di Albi
- Museum and City Art Gallery di Leeds
- Museum of Art di Indianapolis
- Pinacoteca di Brera, Milano
- Phillips Collection di Washington
- Tate Gallery, Londra
- Wadsworth Atheneum di Hartford
- National Gallery of Art, Washington
- Villa Flora di Winterthur (in Svizzera)
- Galleria internazionale d'arte moderna di Venezia

## Nei media

### Cinema
- Ritratto di un amore (Bonnard, Pierre et Marthe), regia di Martin Provost. Nella frase che appare al termine del film, viene detto che il pittore dipinse 2000 tele e che quasi circa un terzo di esse è occupato dalla figura di Marthe , sua musa e sposa e ci si chiede se sia sempre lei la donna raffigurata.